# Lov Grover
Pour les articles homonymes, voir Grover.
Lov Kumar Grover (né en 1961) est un informaticien indo-américain. Il est à l'origine de l'algorithme quantique de recherche dans une base de données non hiérarchisée le plus efficace, l'algorithme de Grover.
Il a obtenu son diplôme de premier cycle à l'Institut indien de technologie de Delhi. Il a travaillé un court moment comme professeur adjoint à l'université Cornell, puis a rejoint les Laboratoires Bell dans le New Jersey, où il est actuellement un membre du personnel technique dans la recherche en sciences physiques.